# Ensemble Marktplatz (Ortenburg)

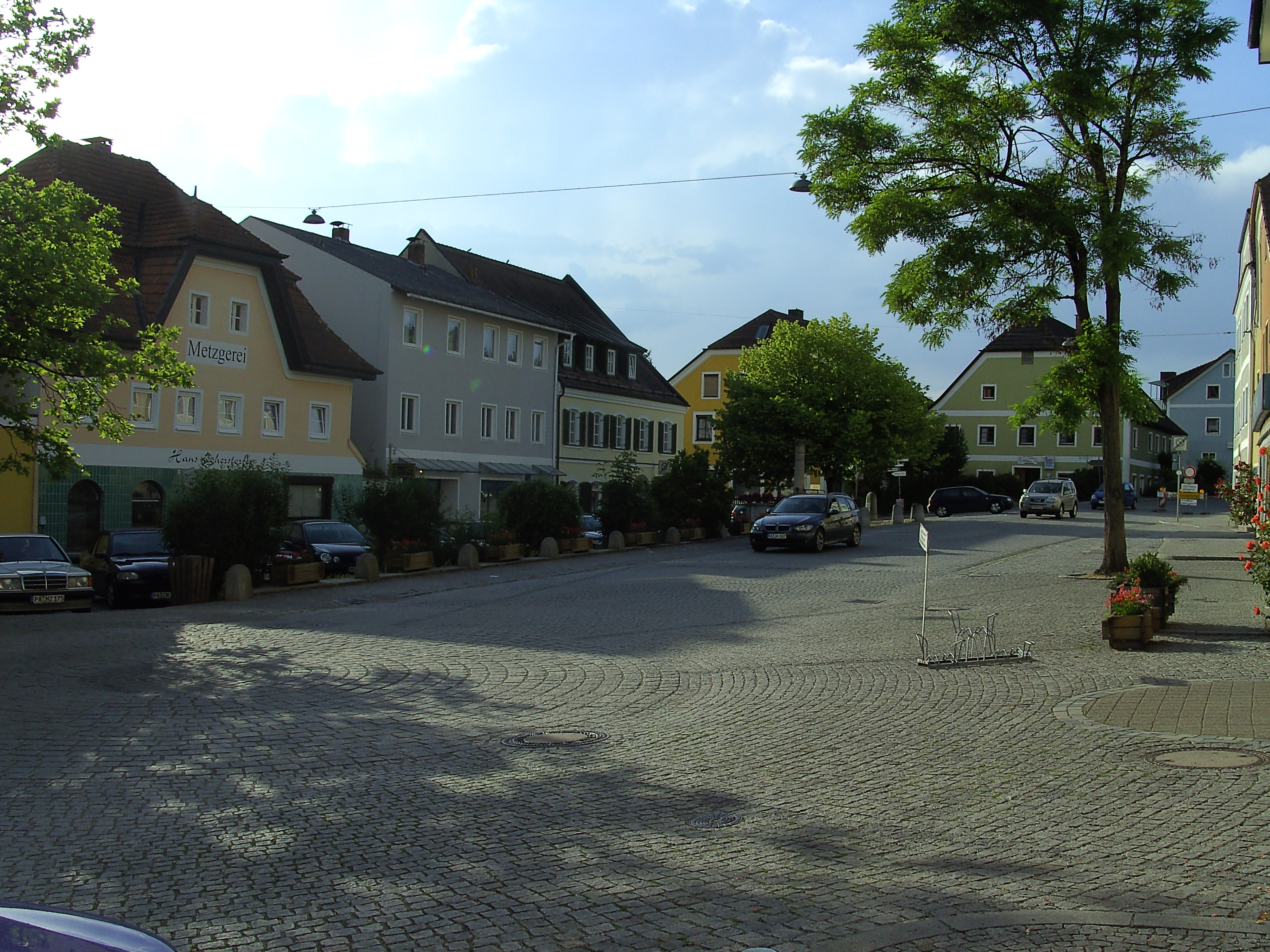
Südseite des Marktplatzes von Ortenburg

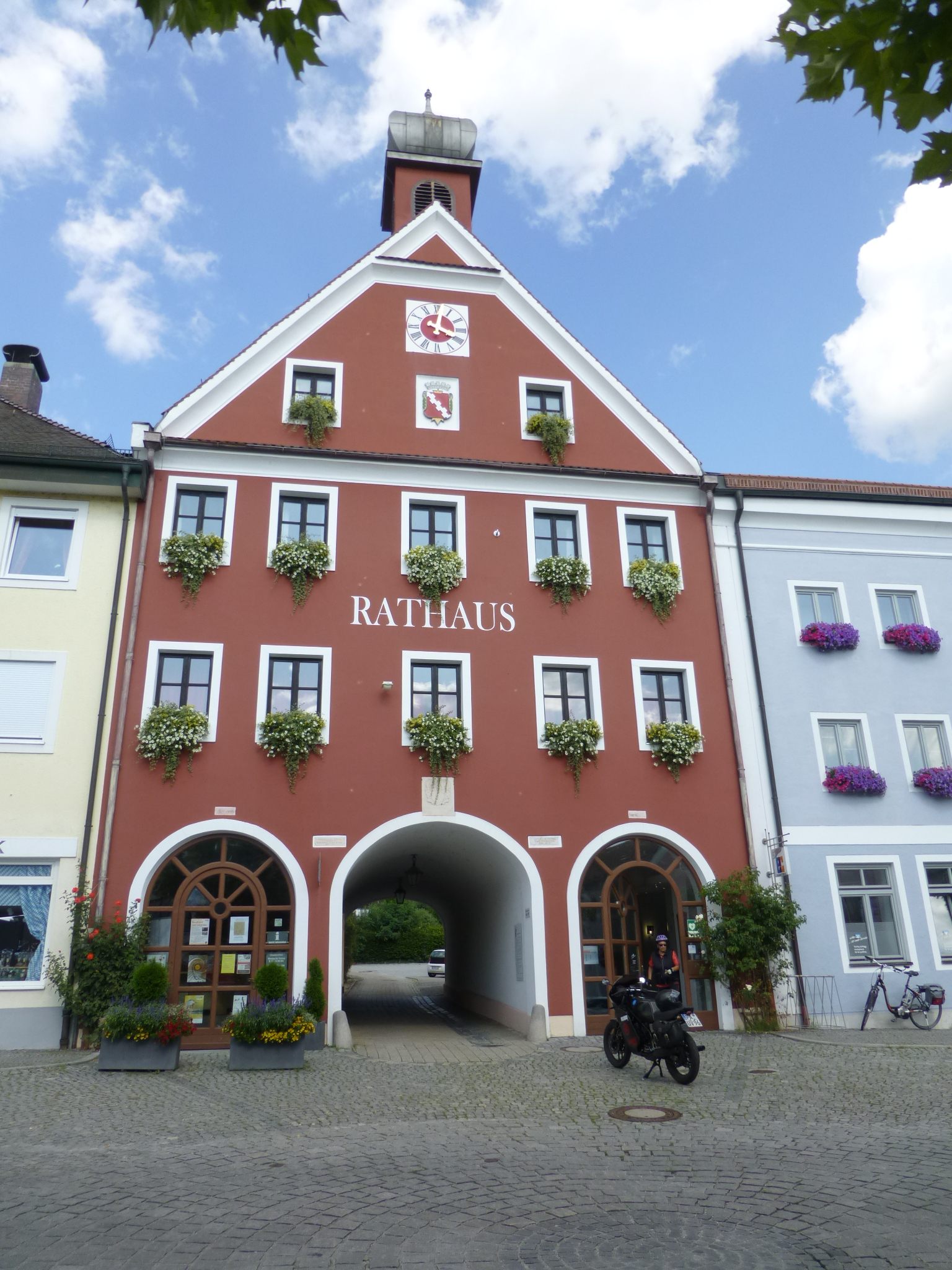
Rathaus

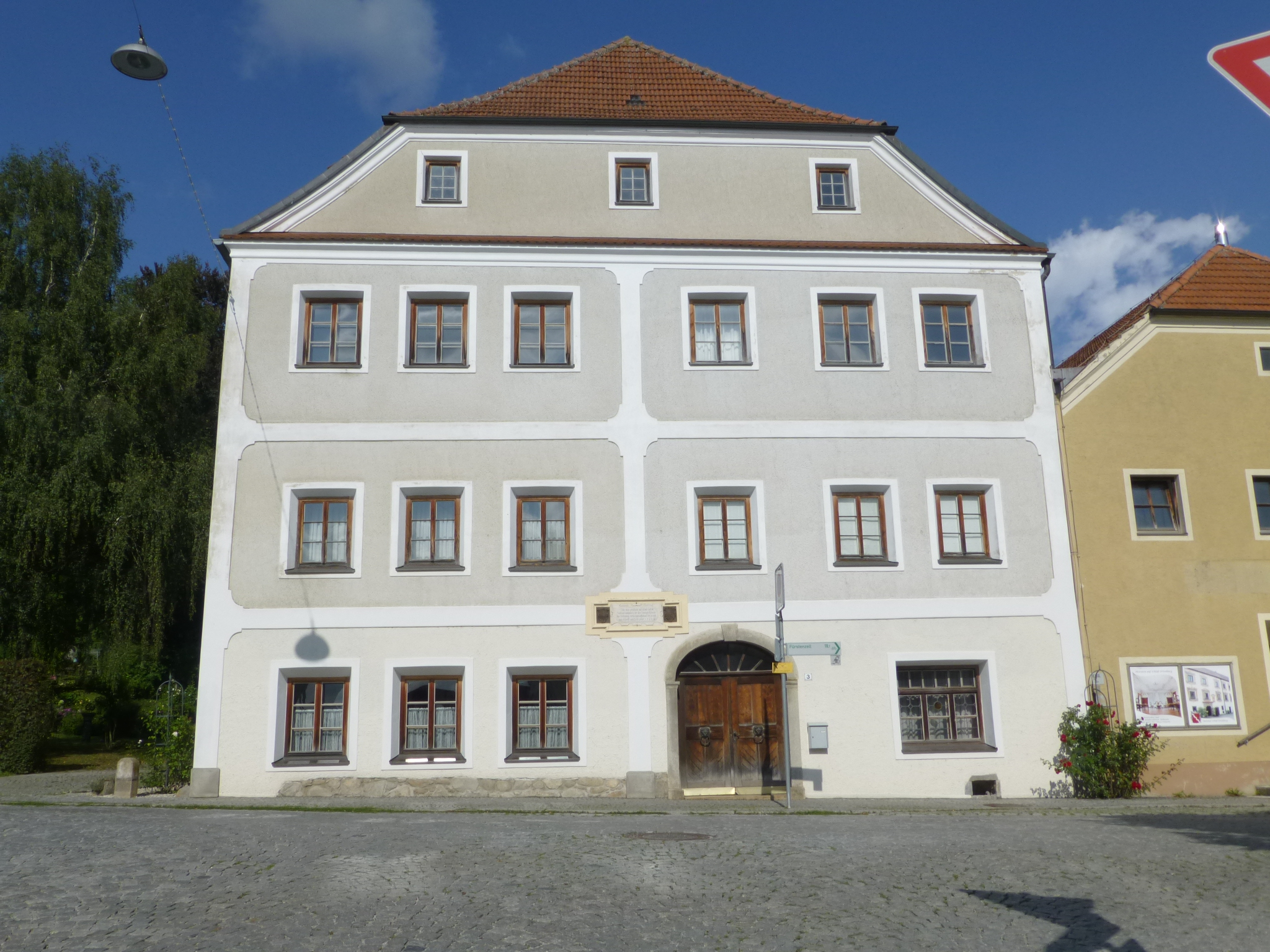
Ehemaliges gräfliches Bräuhaus

Das Ensemble Marktplatz in Ortenburg, einer Gemeinde im niederbayerischen Landkreis Passau, ist ein Bauensemble, das unter Denkmalschutz steht. Zum Ensemble gehören die Gebäude Marktplatz 1 bis 30 und 32 sowie das Haus Untermarkt 1.

## Beschreibung
Der Marktplatz, ein nordsüdlich gerichteter, geschlossen bebauter, in der Anlage wohl hochmittelalterlicher Straßenplatz, liegt am Fuß des Schlossbergs. In einigem Abstand steht das Stammschloss der Grafen von Ortenburg.
Die östliche, dem Schlossberghang zugeneigte Längsseite des Platzes liegt höher als die westliche talseitige Platzfront. Für diese obere Seite sind zwei- bis dreigeschossige verputzte und teilweise mit wenigen Fassadenverzierungen versehene bürgerliche Traufseithäuser charakteristisch. Diese haben ihre Gestaltung meist nach dem Brand von 1834 erfahren. 
Der dreigeschossige Giebelbau des Rathauses ist in diese Häuserzeile eingebunden, die ehemalige gräfliche Brauerei setzt am Nordende des Platzes einen besonderen Akzent. An der Westseite erinnern einige Mansardwalmdächer des 18. Jahrhunderts gleichfalls an die gräfliche Herrschaft. 
An seinen Schmalseiten ist der Platzraum auffällig abgeschlossen, die Wirkung des Platzbildes wird dadurch ebenso gesteigert wie durch die zwei freistehenden Brunnen.

## Einzeldenkmäler
- Marktplatz: Südlicher und nördlicher Marktbrunnen
- Marktplatz 2: Wohnhaus
- Marktplatz 3/5: Ehemaliges gräfliches Bräuhaus
- Marktplatz 10: Wohnhaus
- Marktplatz 11: Rathaus
- Marktplatz 14: Ehemalige Gerberei
- Marktplatz 17: Gasthaus
- Marktplatz 18: Ehemaliges Gasthof Post
- Marktplatz 23: Wohnhaus
- Marktplatz 25: Apotheke
- Marktplatz 27: Wohnhaus
- Marktplatz 29: Ehemalige Gerberei

Siehe auch: Liste der Baudenkmäler in Ortenburg